# IC 2436
IC 2436 је двојна звијезда у сазвјежђу Хидра која се налази на листи објеката дубоког неба у Индекс каталогу.
Деклинација објекта је - 19° 9' 59" а ректасцензија 9h 5m 23,1s. IC 2436 је још познат и под ознакама ESO 564-**17.